# Bulletin of the British Ornithologists’ Club
Bulletin of the British Ornithologists’ Club — науковий журнал видається British Ornithologists’ Club (BOC), у скороченому вигляді — Bull. B. O. C. У цьому бюлетні опубліковано і публікується багато даних щодо нових видів птахів. Виходить у світ 4 рази на рік (квартальник). Зараз редактором журналу є Guy Kirwan.

## Список відповідальних редакторів
Список редакторів бюлетеню з датами урядування:
- Річард Боудлер Шарп — 1892—1904
- W.R. Ogilvie-Grant — 1904—1914
- Девід Армітедж Баннерман — 1914—1915
- D. Seth-Smith — 1915—1920
- Percy R. Lowe — 1920—1925
- Norman B. Kinnear — 1925—1930
- G. Carmichael Low — 1930—1935 i 1940—1945
- C.H.B. Grant –1935–1940 i 1947—1952
- W. P. C. Tenison — 1945—1947
- J.G. Harrison — 1952—1961
- J.J. Yealland — 1962—1969
- C.W. Benson –1969–1974
- Hugh Elliott — 1974—1975
- J.F. Monk — 1976—1990
- D.W. Snow — 1991—1997
- C.J. Feare — 1997—2003
- G.M. Kirwan — od 2004